# Carla Del Poggio
Carla Del Poggio, artistnamn för Maria Luisa Attanasio, född 2 december 1925 i Neapel, död 14 oktober 2010 i Rom, var en italiensk skådespelare, känd bland annat för sin medverkan i filmer av Vittorio De Sica, Giuseppe De Santis och Luigi Zampa. Hon debuterade och fick sitt genombrott redan som 15-åring i De Sicas klassiker Maddalena…zero in condotta (1940). Del Poggio hade en mycket framgångsrik men kort filmkarriär som hon valde att sätta punkt för redan som 31-åring. Därefter fortsatte hon skådespelandet i ytterligare 10 år i TV-teaterpjäser. Hon var gift med regissören Alberto Lattuada från 1945 till hans död 2005.

## Biografi

### Ungdomsåren
Carla Del Poggio föddes som dotter till Ugo Attanasio (1887–1969), överste i Italiens armé, som när han blivit pensionär 1947 började en ny karriär som karaktärsskådespelare med roller i framför allt svärsonen Lattuadas filmer. Carlas filmkarriär började emellertid flera år före faderns genom ett slumpmässigt möte med Vittorio De Sica som just då letade efter någon till rollen som ”Maddalena”. Hon fick rollen och slog omedelbart igenom hos publik och kritiker, av de senare uppfattad som något av en naturbegåvning. Före sin 20-årsdag hade hon medverkat i nio filmer i vilka hon i princip varje gång gjorde samma roll: den livliga, spontana och bekymmerslösa unga flickan. Men det skulle komma att visa sig att uppfattningen om henne som begåvad inte berodde på att hon fick vara sig själv på vita duken. Bakom den skenbara bekymmerslösheten fanns ett stort allvar och en önskan att i framtiden kunna gestalta svåra dramatiska roller. Det var under inspelningen av en av de tidiga filmerna, Nunzio Malasommas Incontri di notte (1943), hon träffade sin blivande man. Det ledde inte bara till ett äktenskap som höll i 60 år utan även till att Carla Del Poggio fick en helt annan rollmeny att välja ur och därmed kunde utvecklas till en av Italiens främsta kvinnliga skådespelare.

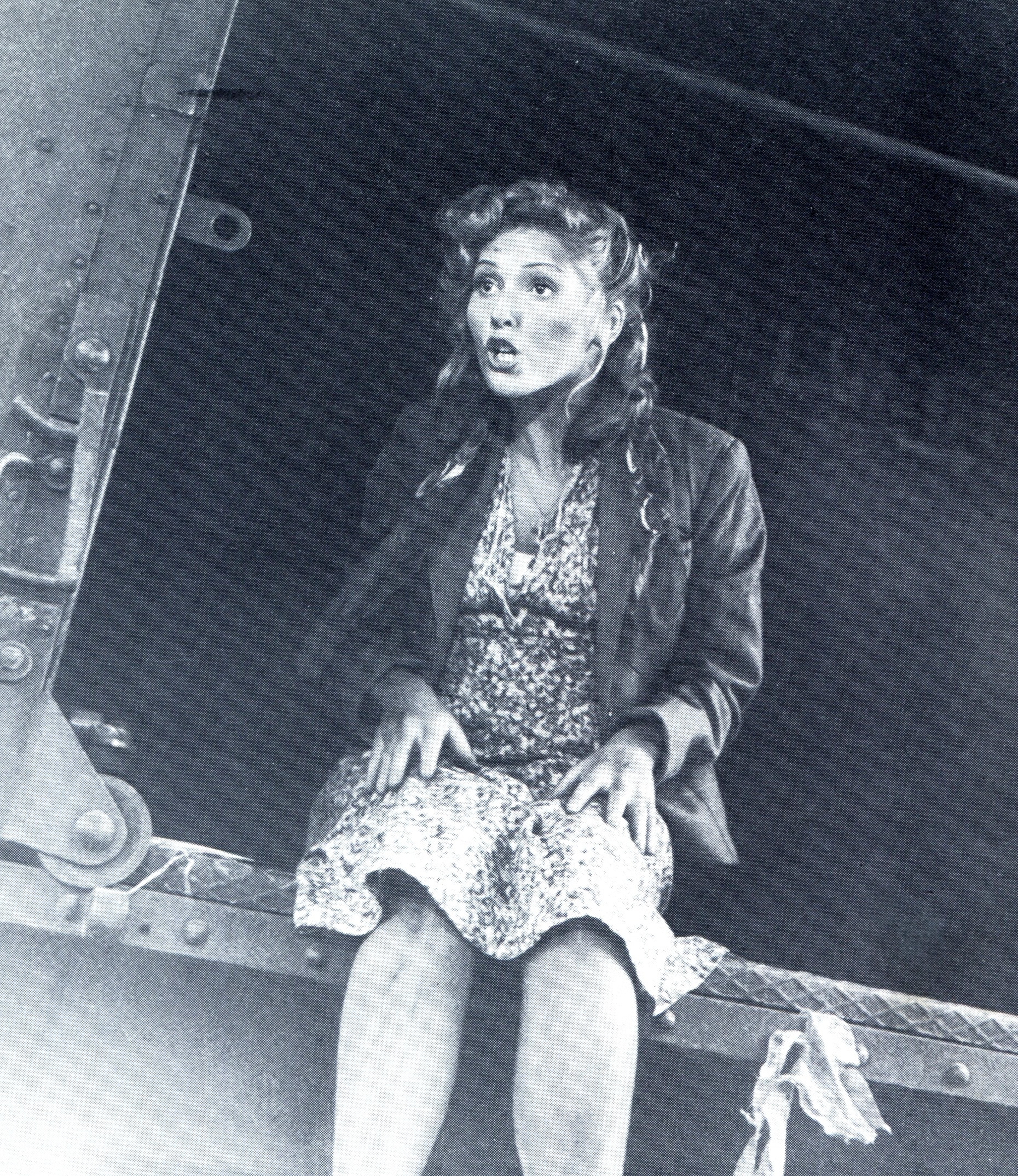
Carla Del Poggio i en scen ur Alberto Lattuadas film Negern och gatflickan (1948)

### Filmkarriärens höjdpunkter
I Banditen (1946), regisserad av Lattuada, fick filmpubliken möta en ny Carla Del Poggio i rollen som en ung men inte längre så bekymmerslös kvinna som genom olyckliga omständigheter tvingas försörja sig som prostituerad, ett öde som upprepas i Negern och gatflickan (1948), även den regisserad av Lattuada. Mellan dessa två av makens filmer fann Del Poggio och regissören Giuseppe De Santis varandra. De Santis Spärrade gränser (1947) och Pietro Germis Mord på studentska (1948) gjorde henne tillsammans med Lattuadas filmer internationellt känd och tvingade filmkritikerna till en om- och uppvärdering av hennes kapacitet som skådespelare.
Federico Fellinis debut som regissör tillsammans med Lattuada i Rampljusens barn (1950) blev en stor framgång inte bara för regissörerna men även för skådespelarna Carla Del Poggio, Giulietta Masina och Peppino De Filippo som alla fick högt betyg av recensenterna. Mycket uppskattad blev även Del Poggios prestation som den självutnämnda syndabocken Luciana Renzoni i Rom klockan 11, en av de verkliga höjdpunkterna i hennes karriär. Under denna andra fas som filmskådespelare fick hon också chansen att spela tillsammans med sin far i ett par filmer av Guido Brignone. I sin sista film I girovaghi (1956), regisserad av Hugo Fregonese, spelade hon mot Peter Ustinov.

### Efter filmen
Carla Del Poggio hade redan i mitten av 1940-talet gjort sina första erfarenheter av skådespelande på teaterscenen och fann där en ny utmaning. Under teateräsongen 1955–56 gav hon sig ut på turné med Eduardo De Filippos teatersällskap och gjorde den kvinnliga huvudrollen i Eduardo Scarpettas napolitanska komedi 'A nanassa. Under de följande tio åren var hon huvudsakligen sysselsatt med TV-produktioner av teaterpjäser med en successivt avtagande frekvens och allt mindre roller. Efter 1966 avböjde hon alla erbjudanden om arbete och avslutade därmed sin karriär utan några stora gester för att ägna sig åt familjelivet.